# Lucicutia simulans
Lucicutia simulans är en kräftdjursart som beskrevs av Georg Ossian Sars 1920. Lucicutia simulans ingår i släktet Lucicutia och familjen Lucicutiidae. Inga underarter finns listade i Catalogue of Life.